# Rojas Magallanes (métro de Santiago)
Rojas Magallanes est une station de la Ligne 4 du métro de Santiago, dans le commune de La Florida.

## La station
La station est ouverte depuis 2005.

## Origine étymologique
Son nom est parce que la station est située à l'intersection de la route de l'Avenue Vicuña Mackenna avec l'Avenue Rojas Magallanes. Cette rue rappelle l'ancien propriétaire de la ferme "Florida" Victorino Rojas Magallanes, dont la terre la première ville de la commune a été développée.